# Radinoderus mirabilis
Radinoderus mirabilis är en tvåvingeart som först beskrevs av de Meijere 1915.  Radinoderus mirabilis ingår i släktet Radinoderus och familjen Tanyderidae. Inga underarter finns listade i Catalogue of Life.